# 德勒巴赫
德勒巴赫是德国莱茵兰-普法尔茨州的一个市镇。总面积13.14平方公里，总人口704人，其中男性355人，女性349人（2011年12月31日），人口密度54人/平方公里。